# Standard & Poor’s
Standard & Poor’s (S&P, полное наименование — S&P Global Ratings) — дочерняя компания американской корпорации S&P Global, занимающаяся аналитическими исследованиями финансовых рынков. Standard & Poor’s, наряду с Moody’s и Fitch Ratings, входит в «большую тройку» международных рейтинговых агентств.
Компания образовалась в 1941 году в результате слияния Standard Statistics Company и Poor’s Publishing Company. Известна как создатель американского фондового индекса S&P 500.

## История
История Poor’s Publishing Company началась в 1860 году, когда Генри Варнум Пур опубликовал книгу History of Railroads and Canals in the United States, в которой была собрана информация об истории и финансовом положении железных дорог США. В 1868 году он с сыном Генри Уильямом Пуром основал компанию H.V and H.W. Poor Co. для публикации обновлённых версий книги и другие справочников. Poor’s Publishing свой первый рейтинг железнодорожных компаний опубликовала в 1916 году.
Standard Statistics Company была основана Лютером Ли Блейком (Luther Lee Blake,) в 1906 году, занималась сбором финансовой информации о компаниях, за исключением железнодорожных. В 1923 году она опубликовала свой первый биржевой индекс, обобщавший котировки 233 компаний; он рассчитывался еженедельно. В 1926 году был создан индекс из 90 компаний, рассчитывавшийся ежедневно.
В 1941 году компании Standard Statistics и Poor’s Publishing были объединены под названием Standard & Poor’s. Биржевой индекс S&P 500 был запущен 4 марта 1957 года; в него были включены акции 500 крупнейших компаний, которые котировались на биржах США, в частности 425 промышленных компаний, 15 железнодорожных и 60 компаний в сфере коммунального хозяйства; рыночная капитализация индекса на то время составляла 172 млрд долларов, наибольший вес в нём имела AT&T. За первый год индекс вырос на 38,06 %, превзойти это достижение в последующие годы не удалось. В 1966 году Standard & Poor’s была поглощена корпорацией The McGraw-Hill Companiesf>.
В 2012 году направление биржевых индексов было выделено в совместное предприятие S&P Dow Jones Indices, его сформировали S&P Global (в то время ещё называвшаяся McGraw-Hill) и CME Group, владевшая группой индексов Доу Джонса. После этого, 28 апреля 2016 года, Standard & Poor’s сменила название на S&P Global Ratings, деятельность компании сосредоточилась на кредитных рейтингах.

## Руководство
С января 2014 года президентом Standard & Poor’s является Нирадж Сахай (Neeraj Sahai), который до этого возглавлял подразделение по управлению ценными бумагами и обслуживанию инвестиционных фондов американской банковской группы Citigroup.

## Кредитные рейтинги
В качестве международного рейтингового агентства Standard & Poor’s занимается присвоением краткосрочных и долгосрочных кредитных рейтингов как эмитентам, так и отдельным долговым обязательствам.

### Этапы выставления рейтинга
Основные этапы выставления кредитного рейтинга Standard & Poor’s:
- заключение контракта между эмитентом и рейтинговым агентством, плата за выставление рейтинга является основным источником выручки для компании;
- предварительная оценка (сбор информации об эмитенте);
- встреча с руководством эмитента для уточнения информации;
- аналитическая группа обрабатывает полученную информацию и предоставляет свой анализ на рассмотрение рейтинговому комитету;
- рейтинговый комитет голосует за присвоение рейтинга;
- уведомление эмитента о присвоенном рейтинге и его обоснование; эмитент имеет возможность делать замечания в отношении обоснования;
- публикация — выпускается пресс-релиз, также информация размещается на сайте Standard & Poor’s;
- наблюдение за эмитентом с целью обновления рейтинга;
- проверка точности рейтинга для корректировки методов его присвоения.

### Рейтинги по международной шкале
Международная шкала кредитных рейтингов Standard & Poor’s служит для удовлетворения потребностей участников глобальных (международных) финансовых рынков. Оценки по этой шкале позволяют сравнивать между собой надежность эмитентов и обязательств разных государств.

#### Долгосрочные кредитные рейтинги
Долгосрочные рейтинги оценивают способность эмитента своевременно исполнять свои долговые обязательства. Выставляемые компанией рейтинговые оценки имеют буквенное обозначение: от оценки AAA, присваиваемой исключительно надёжным эмитентам, до оценки D, присваиваемой эмитенту, объявившему дефолт. Рейтинг BBB является самым низким инвестиционным уровнем, рейтинг ниже означает мусорные облигации. Чем ниже рейтинг, тем выше должна быть доходность выпускаемых долговых обязательств.
- AAA — эмитент обладает исключительно высокими возможностями по выплате процентов по долговым обязательствам и самих долгов.
- AA — эмитент обладает очень высокими возможностями по выплате процентов по долговым обязательствам и самих долгов.
- A — возможности эмитента по выплате процентов и долгов оцениваются высоко, но зависят от экономической ситуации.
- BBB — платёжеспособность эмитента считается удовлетворительной.
- BB — эмитент платёжеспособен, но неблагоприятные экономические условия могут отрицательно повлиять на возможности выплат.
- B — эмитент платёжеспособен, но неблагоприятные экономические условия вероятнее всего отрицательно повлияют на его возможности и готовность проводить выплаты по долгам.
- CCC — эмитент испытывает трудности с выплатами по долговым обязательствам и его возможности зависят от благоприятных экономических условий.
- CC — эмитент испытывает серьёзные трудности с выплатами по долговым обязательствам.
- C — эмитент испытывает серьёзные трудности с выплатами по долговым обязательствам, возможно была инициирована процедура банкротства, но выплаты по долговым обязательствам все ещё производятся.
- SD — эмитент отказался от выплат по некоторым обязательствам.
- D — был объявлен дефолт и S&P полагает, что эмитент откажется от выплат по большинству или по всем обязательствам.
- NR — рейтинг не присвоен.

Рейтинги от AA по ССС могут быть дополнены знаками плюс и минус (например, BBB+, BBB и BBB-) для промежуточной оценки.

#### Краткосрочные кредитные рейтинги
Краткосрочные рейтинги оценивают вероятность своевременного погашения краткосрочных долговых обязательств. Выставляемые Standard & Poor’s кредитные рейтинги по краткосрочным долговым обязательствам имеют буквенно-цифровое обозначение: от наивысшей оценки A-1 до самой низкой оценки D. Более надежные обязательства из категории A-1 могут быть помечены знаком плюс. Оценки из категории B также могут быть уточнены цифрой (B-1, B-2, B-3).
- A-1 — эмитент обладает исключительно высокими возможностями по погашению данного долгового обязательства.
- A-2 — эмитент обладает высокими возможностями по погашению данного долгового обязательства, но эти возможности более чувствительны к неблагоприятным экономическим условиям.
- A-3 — неблагоприятные экономические условия вполне вероятно ослабят возможности эмитента по погашению данного долгового обязательства.
- B — долговое обязательство обладает спекулятивным характером. Эмитент обладает возможностями по его погашению, но эти возможности очень чувствительны к неблагоприятным экономическим условиям.
- C — возможности эмитента по погашению данного долгового обязательства ограничены и зависят от наличия благоприятных экономических условий.
- D — по данному краткосрочному долговому обязательству был объявлен дефолт.

### Рейтинги по национальной шкале
Наряду с международной шкалой кредитного рейтинга Standard & Poor’s поддерживает также ряд национальных шкал, в том числе и российскую. Национальные шкалы предназначены для удовлетворения потребностей участников национальных финансовых рынков. Рейтинг эмитента и рейтинг долгового обязательства по национальной шкале отражают оценку относительной надежности эмитентов и долговых обязательств, присутствующих на национальном рынке. Национальная шкала предоставляет больше возможностей для различения кредитоспособности эмитентов, так как исключает некоторые суверенные риски, в частности риск перевода денежных средств за пределы государства и другие систематические риски, в равной степени характерные для всех эмитентов на данном рынке.
Поскольку рейтинги по национальной шкале отражают национальную специфику, сравнивать рейтинги по разным национальным шкалам не имеет смысла. Точно так же не сопоставимы рейтинги по национальной шкале и по международной шкале.
Шкала кредитного рейтинга Standard & Poor’s для Российской Федерации использует традиционные символы Standard & Poor’s с префиксом «ru».

### Прогнозы
Наряду с присвоением рейтинга S&P указывает также прогноз изменения рейтинга в ближайшие два-три года:
- Позитивный прогноз — возможно повышение рейтинга.
- Негативный прогноз — возможно понижение рейтинга.
- Стабильный прогноз — рейтинг скорее всего останется неизменным.
- Развивающийся прогноз — возможно как повышение так и понижение рейтинга.

### BICRA
Показатель BICRA (banking industry country risk assessment) отражает сильные и слабые стороны банковской системы конкретной страны в сравнении с банковскими системами других стран. Используя градацию BICRA, банковские системы с точки зрения их подверженности страновым рискам разделяются на 10 групп, причем самые сильные страны входят в группу 1, а самые слабые — в группу 10.

## Рейтинги корпоративного управления
Рейтинг GAMMA (аббревиатура, образованная от английских слов governance, accountability, management metrics и analysis (корпоративное управление, подотчетность, менеджмент и анализ) представляет собой оценку нефинансовых рисков, связанных с покупкой акций компаний на развивающихся рынках, и предназначен для инвесторов, вкладывающих средства в акции этих компаний.

#### История развития рейтингов РКУ и GAMMA
В 1998 году компания Standard & Poor’s начала разрабатывать критерии и методологию оценки практики корпоративного управления, а с 2000 года — проводить независимый интерактивный анализ системы корпоративного управления в компаниях и банках. Аналитические продукты Службы рейтингов корпоративного управления помогают руководителям компаний, инвесторам и другим заинтересованным лицам в оценке практики корпоративного управления и принятии верных деловых и инвестиционных решений.
В 2007 году методология анализа корпоративного управления была подвергнута существенному пересмотру. Его целью была переориентация продукта на оценку инвестиционных рисков, а также обогащение критериев за счет накопленного опыта по оценке корпоративного управления. В процессе присвоения рейтинга GAMMA анализируется ряд рисков, различных по вероятности и степени влияния на стоимость компании. Результатом этого анализа становится заключение о возможных совокупных потерях стоимости или упущенных возможностях по созданию стоимости в результате неэффективного корпоративного управления. Недавние события на мировом финансовом рынке продемонстрировали значимость наличия у компаний четкой стратегии и системы управления рисками. Методология рейтинга GAMMA включает два важных элемента, рассматривающих эти области управления, поскольку именно они представляют большой интерес для инвесторов. Кроме того, включение этих элементов в анализ способствует формированию культуры грамотного управления рисками в компаниях-эмитентах и подчеркивает важность долгосрочного, стратегического подхода к руководству бизнесом.
Оказание услуг по оценке корпоративного управления по методологии GAMMA прекращено с июня 2011 г. по инициативе Standard & Poor’s. В то же время Standard & Poor’s продолжает проводить оценку корпоративного управления в рамках кредитного анализа.

#### Компоненты методологии GAMMA
1. Влияние акционеров
2. Права акционеров
3. Прозрачность, аудит и корпоративная система управления рисками
4. Эффективность работы совета директоров, стратегического процесса и системы вознаграждения

#### Рейтинговая шкала GAMMA
Рейтинг GAMMA присваивается по шкале от GAMMA-1 (низший балл) до GAMMA-10 (высший балл).
- GAMMA-10 или 9 — присваивается компании, которая, по мнению Standard & Poor’s, имеет очень сильные процессы и практику корпоративного управления. Компании, получившие рейтинг GAMMA этого уровня, имеют незначительные недостатки в некоторых из основных областей корпоративного управления.
- GAMMA-8 или 7 — присваивается компании, которая, по мнению Standard & Poor’s, имеет сильные процессы и практику корпоративного управления. Компании, получившие рейтинг GAMMA этого уровня, имеют некоторые недостатки в определённых основных областях корпоративного управления.
- GAMMA-6 или 5 — присваивается компании, которая, по мнению Standard & Poor’s, имеет средние процессы и практику корпоративного управления. Компании, получившие рейтинг GAMMA этого уровня, имеют недостатки в некоторых основных областях корпоративного управления.
- GAMMA-4 или 3 — присваивается компании, которая, по мнению Standard & Poor’s, имеет слабые процессы и практику корпоративного управления. Компании, получившие рейтинг GAMMA этого уровня, имеют значительные недостатки в ряде основных областей корпоративного управления.
- GAMMA-2 или 1 — присваивается компании, которая, по мнению Standard & Poor’s, имеет очень слабые процессы и практику корпоративного управления. Компании, получившие рейтинг GAMMA этого уровня, имеют значительные недостатки в большинстве основных областей корпоративного управления.

## Исследования информационной прозрачности
Исследование информационной прозрачности — это аналитический проект Службы рейтингов корпоративного управления Standard & Poor’s. Исследование посвящено оценке уровня раскрытия российскими компаниями существенной корпоративной информации и обычно охватывает крупнейшие компании, имеющие наиболее ликвидные акции. Анализ проводится относительно максимального уровня, желательного для «рационального международного инвестора».